# Exochus nasuzanus
Exochus nasuzanus är en stekelart som beskrevs av Kusigemati 1971. Exochus nasuzanus ingår i släktet Exochus och familjen brokparasitsteklar. Inga underarter finns listade i Catalogue of Life.